# Adefovir
L'Adefovir est un médicament antirétroviral développé par Antonín Holý, c'est un inhibiteur nucléosidique de la transcriptase inverse (NRTI) utilisé pour le traitement de l'hépatite B chronique active. Cette molécule est commercialisée sous le nom de Hepsera.